# Rahime Tekin
Rahime Tekin (* 22. Juni 1998) ist eine türkische Leichtathletin, die sich auf den Mittelstreckenlauf spezialisiert hat.

## Sportliche Laufbahn
Erste internationale Erfahrungen sammelte Rahime Tekin im Jahr 2019, als sie bei den Balkan-Hallenmeisterschaften in Istanbul im 800-Meter-Lauf in 2:13,62 min den siebten Platz belegte. Anschließend schied sie bei den U23-Europameisterschaften im schwedischen Gävle mit 2:10,05 min in der ersten Runde aus und klassierte sich dann bei den Balkan-Meisterschaften in Prawez mit 2:15,86 min auf dem sechsten Platz über 800 Meter und erreichte im 1500-Meter-Lauf nach 4:32,26 min Rang sieben. 2020 gewann sie bei den Balkan-Hallenmeisterschaften in Istanbul in 4:24,51 min die Bronzemedaille über 1500 Meter und im Jahr darauf wurde sie bei den Hallenmeisterschaften ebendort in 4:19,40 min Fünfte.
In den Jahren 2019 und 2020 wurde Tekin türkische Meisterin im 800-Meter-Lauf sowie 2019 auch über 1500 Meter. Zudem wurde sie 2020 Hallenmeisterin über 800 und 1500 Meter.

## Persönliche Bestleistungen
- 800 Meter: 2:08,15 min, 19. Juni 2019 in Bursa
  - 800 Meter (Halle): 2:09,34 min, 3. Februar 2019 in Istanbul
- 1500 Meter: 4:28,31 min, 21. August 2019 in Bursa
  - 1500 Meter (Halle): 4:19,40 min, 20. Februar 2021 in Istanbul